# Astorga (Brasil)
Astorga es un municipio de Brasil situado al noroeste del estado de Paraná, a 35 km de Maringá, 65 km de Londrina, y 426 km de la capital del estado, Curitiba.

## Historia
El municipio de Astorga es lo que se puede llamar una de las realizaciones exitosas de la Compañía de Tierras Norte de Paraná, que colonizó casi todo el nuevo norte paranaense. En 1945, una compañía organizó un lote que dio origen a la ciudad de Astorga. Una ley estatal del 10 de octubre de 1947 creó el Distrito Administrativo de Astorga, en el municipio de Arapongas. El municipio fue creado el 14 de noviembre de 1951, a través de la Ley Estatal n.º 790. El nombre de la ciudad fue dado por el ingeniero de origen ruso Wladimir Babkov. Éste llegó a Brasil en la década de los 30 y prestó valiosos servicios a la nación a través de la Compañía de Tierras Norte de Paraná. Según Wladimir, el nombre fue escogido después de girar un globo terráqueo y parar con el dedo indicando sobre Astorga, en la provincia de León (España).

## Distritos
- Içara
- Santa Zélia
- Tupinambá